# Auguste Moschard
Auguste Moschard (* 6. Januar 1817 in Courtelary; † 22. Oktober 1900 in Moutier) war ein Schweizer Politiker. Von 1851 bis 1854 gehörte er dem Nationalrat an, von 1850 bis 1852 war er Regierungsrat des Kantons Bern.

## Biografie
Der Sohn eines reformierten Pfarrers studierte Recht an den Universitäten Bern und Genf, anschliessend war er in Moutier als Rechtsanwalt tätig. Von 1846 bis 1850 amtierte er als Präsident des Bezirksgerichts von Moutier. Nachdem die Konservativen 1850 die Wahlen im Kanton Bern knapp gewonnen hatten, wurde Moschard vom Grossen Rat zum Regierungsrat gewählt. In der Kantonsregierung übernahm er daraufhin die Leitung des Erziehungsdepartements. Da es ihm nicht gelang, die von den Konservativen gewünschten Reformen umzusetzen, trat er zwei Jahre später zurück.
Auf Seiten der Konservativen kandidierte Moschard bei den Nationalratswahlen 1851 und wurde im Wahlkreis Jura gewählt. Drei Jahre später verlor er seinen Sitz und kandidierte in der Folge siebenmal erfolglos. Von 1853 bis 1866 war er Staatsanwalt des Berner Jura. 1866 kehrte er in die Politik zurück, nachdem er in den Grossen Rat gewählt worden war. Obwohl er reformiert war, unterstützte er während des Kulturkampfs die Katholiken. 1896 war er Grossratspräsident.